# Vietnam Air Services Company
Vietnam Air Services Company, що діє як VASCO (в'єт. Công ty bay dịch vụ hàng không), — в'єтнамська авіакомпанія зі штаб-квартирою в місті Хошимін, здійснює регулярні та чартерні пасажирські перевезення по аеропортам південній частині В'єтнаму.
Є дочірнім підрозділом національного авіаперевізника Vietnam Airlines.
Як головний транзитний вузол (хаб) авіакомпанія використовує Міжнародний аеропорт Таншоннят. У сфері чартерних перевезень Vietnam Air Service Company працює за контрактами з туристичними операторами, забезпечує діяльність бригад швидкої медичної допомоги (санітарна авіація), перевозить пасажирів і вантажі на платформи нафтових розробок, а також надає широкий спектр інших послуг, пов'язаних з роботою авіації місцевого значення.

## Історія та загальні відомості
Vietnam Air Services Company була заснована в 1987 році за розпорядженням уряду В'єтнаму як дочірнє підприємство національної авіакомпанії Vietnam Airlines.
У 2004 році VASCO початку обслуговування регулярних пасажирських напрямків поза маршрутної мережі флагмана, оскільки в перспективі передбачалася приватизація дочірнього перевізника. Через деякий час керівництво Vietnam Airlines оголосило про наміри реорганізації VASCO в бюджетну авіакомпанію з метою співпраці з низкою іноземних партнерів у сфері внутрішніх пасажирських перевезень.

## Маршрутна мережа

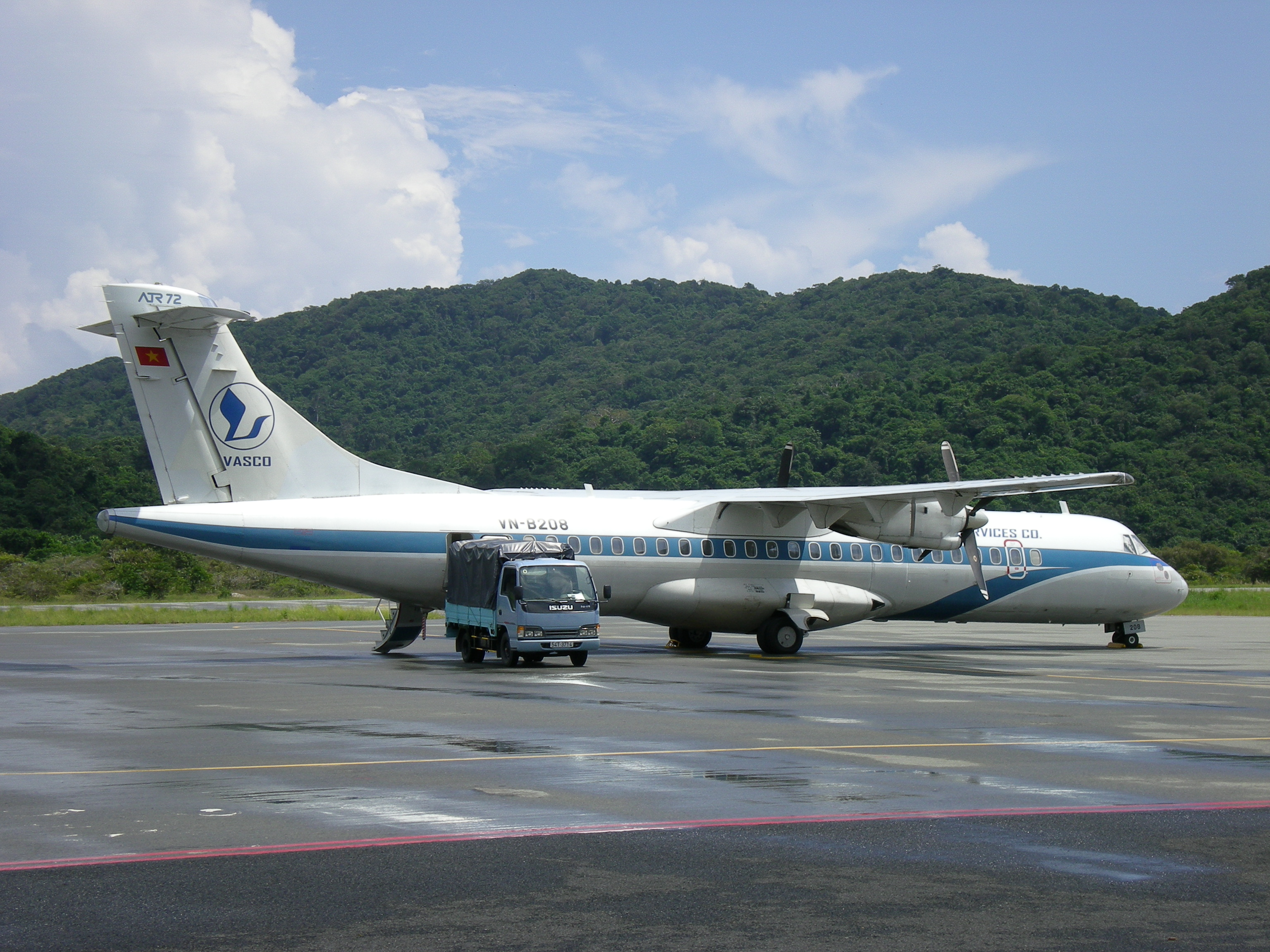
ATR-72 авіакомпанії VASCO в Аеропорту Кондао (Кондао, В'єтнам)

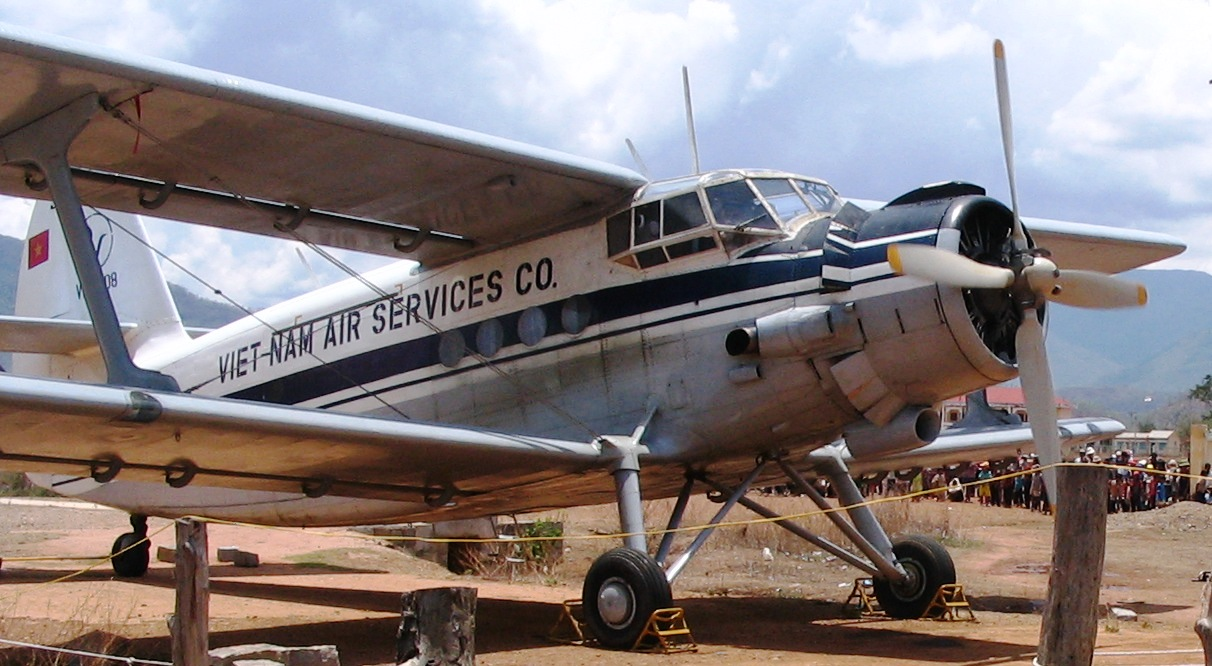
Ан-2 Vietnam Air Services Co., 2005 рік

Маршрутна мережа регулярних пасажирських перевезень авіакомпанії VASCO складається з п'яти пунктів призначення:
- Камау — Аеропорт Камау
- Тамко — Аеропорт Чулай
- Кондао — Аеропорт Кондао
- Хошимін — Міжнародний аеропорт Таншоннят хаб
- Туїхоа — Аеропорт Донгтак

## Флот
Станом на грудень 2010 року повітряний флот авіакомпанії Vietnam Air Services Company складався з одного літака ATR 72-500, орендованого у Vietnam Airlines.